# Bundesautobahn 105
Die ehemalige Bundesautobahn 105 (Abkürzung: BAB 105) – Kurzform: Autobahn 105 (Abkürzung: A 105) – wurde zur Auffahrt der A 111 herabgestuft und verbindet diese im Norden Berlins mit dem Kurt-Schumacher-Damm (ehemaliges Kreuz Reinickendorf).
Nach den ursprünglichen Planungen im Berliner Flächennutzungsplan von 1965 sollte die damals geplante und später als A 105 bezeichnete Autobahn gemeinsam mit der A 103 die sogenannte „Westtangente“ bilden. Diese wäre dann ausreichend lang gewesen, damit dauerhaft eine Bezeichnung dieser Trasse mit eigener Autobahnnummer gerechtfertigt gewesen wäre. Nach der Herabstufung wechselt der Sprachgebrauch in Anlehnung an die ehemalige Nummer zu Zubringer 105 oder in Anlehnung an die letzte Ausfahrt zu Zubringer Kurt-Schumacher-Platz.
Von 1975 bis zur deutschen Wiedervereinigung trug die Autobahn die Bezeichnung A 11.